# Iván de la Peña
Iván de la Peña López (Santander, Španjolska, 6. svibnja 1976.) je španjolski umirovljeni nogometaš i bivši nacionalni reprezentativac. Tijekom karijere nosio je nadimke Pequeño Buddha (hrv. Mali Buda) i Lo Pelat (hrv. Obrijani), aludirajući na njegov trend brijanja glave.

## Karijera

### Klupska karijera
De la Peña je nogometnu karijeru započeo u rodnom Santanderu igrajući za mladu momčad tamošnjeg Racinga da bi se nakon toga pridružio katalonskoj FC Barceloni nastupajući za juniore i B momčad. U seniorskom dresu debitirao je 3. rujna 1995. u dobi od 19 godina. Tada je u susretu protiv Real Valladolida ušao u igru kao zamjena te je zabio pogodak u gostujućoj 2:0 pobjedi. Barcelonu je u to vrijeme vodio Johan Cruyff koji mu je te sezone (1995./96.) omogućio ukupno 42 nastupa u prvenstvu, kupu i europskim natjecanjima.
Dolaskom Bobbyja Robsona na čelo kluba 1996., Iván je postao standardni igrač i važna karika momčadi koja je tada osvojila Kup Kralja, Kup pobjednika kupova i europski Superkup. Igrao je u paru s Ronaldom dok ga je španjolski dnevnik El País proglasio najboljim mladim igračem 1996. i 1997. godine.
Zajedno s klupskim suigračem Fernandom Coutom je 1998. prešao u rimski Lazio. Budući da se nije uspio uklopiti u novu momčad, de la Peña je poslan na posudbe u Olympique Marseille a sezonu potom ponovo igra u Barceloni. Tijekom avanture u Italiji, igrač je s klubom osvojio talijanski Superkup (odigravši svih 90 minuta susreta protiv Juventusa) te svoj drugi Kup pobjednika kupova (u čijem finalu je bio rezerva).
Istekom ugovora 2002., Iván de la Peña se vraća u domovinu i to u redove Barceloninog gradskog rivala RCD Espanyola u kojem je odigrao najbolje utakmice karijere. Nakon iznenađujuće i šokantne smrti klupskog kapetana Daniela Jarquea u kolovozu 2009., de la Peña je proglašen njegovim zamjenikom.
22. svibnja 2011. završetkom prvenstvene utakmice protiv Seville, Iván de la Peña je objavio igračko umirovljenje u dobi od 35 godina.

### Reprezentativna karijera
Igrač je 1996. zajedno s Gaizkom Mendietom, Fernandom Morientesom i Raúlom nastupio na europskom U21 prvenstvu u kojem je Španjolska kao domaćin osvojila srebro u finalu protiv Italije, tadašnjeg branitelja naslova. Iste godine s reprezentacijom je nastupio i na Olimpijskim igrama u Atlanti.
U dresu Furije debitirao je tek 9. veljače 2005. u dobi od 28 godina u kvalifikacijskoj utakmici protiv San Marina. Za nacionalnu selekciju nastupio je ukupno pet puta.

### Trenerska karijera
Završetkom igračke karijere, Iván de la Peña je tijekom sezone 2011./12. bio pomoćnik bivšem suigraču Luisu Enriqueu koji je tada vodio A.S. Romu.

## Osvojeni trofeji

### Klupski trofeji
| Klub         | Trofej                | Sezona / godina |
| Španjolska   | Španjolska            | Španjolska      |
| ------------ | --------------------- | --------------- |
| FC Barcelona | Supercopa de España   | 1996.           |
| FC Barcelona | Kup pobjednika kupova | 1996./97.       |
| FC Barcelona | Kup Kralja            | 1997.           |
| FC Barcelona | UEFA Superkup         | 1997.           |
| FC Barcelona | Primera               | 1997./98.       |
| Italija      |                       |                 |
| Lazio        | Supercoppa Italiana   | 1998.           |
| Lazio        | Kup pobjednika kupova | 1998./99.       |
| Španjolska   |                       |                 |
| RCD Espanyol | Kup Kralja            | 2006.           |

### Reprezentativni trofeji
| Turnir                 | Trofej | Godina |
| ---------------------- | ------ | ------ |
| Europsko U21 prvenstvo | Srebro | 1996.  |

### Individualni trofeji
| Trofej            | Godina    |
| ----------------- | --------- |
| Nagrada Don Balón | 1995./96. |